# Жозе Фарія
Жозе Фарія (порт. José Faría, 26 квітня 1933, Ріо-де-Жанейро — 8 жовтня 2013, Рабат) — бразильський футболіст, що грав на позиції флангового півзахисника. По завершенні ігрової кар'єри — тренер.

## Ігрова кар'єра
У дорослому футболі дебютував виступами за команду «Бонсусессо» з рідного Ріо-де-Жанейро, після чого захищав кольори клубу «Флуміненсе», а завершив кар'єру футболіста виступами за команду «Бангу» у 1960 році.

## Кар'єра тренера
Розпочав тренерську кар'єру, повернувшись до футболу після невеликої перерви, 1968 року як тренер молодіжної команди клубу «Флуміненсе», де він пропрацював 11 років і був відповідальний за зростання багатьох бразильських зірок, таких як капітан збірної Бразилії і учасник трьох чемпіонатів світу Едіньйо.
1979 року став головним тренером команди Катар (U-19), паралельно очоливши місцевий клуб «Аль-Садд», з яким бразилець двічі вигравав чемпіонат Катару в 1980 і 1981 роках, а також Кубок Катару в 1982 році. Фарія стверджував, що за два роки заробив у Катарі більше грошей, ніж за наступні 23 роки і відкинув пропозицію від міланського «Інтернаціонале» в той час коли тренував марокканців.
Згодом протягом 1983—1988 років очолював тренерський штаб збірної Марокко. Його найбільшим досягненням у команді «атласських левів» став вихід до 1/8 фіналу чемпіонату світу 1986 року у Мексиці, що зробило Марокко першою африканською командою, яка пройшла перший етап чемпіонату світу. Також зі збірною брав участь в Олімпійському футбольному турнірі 1984 року в Лос-Анджелесі, де його команда не вийшла з групи та Кубку африканських націй 1986 року в Єгипті і Кубку африканських націй 1988 року у Марокко, посівши на обох 4-те місце.
Паралельно зі збірною, Фарія тренував місцевий клуб ФАР (Рабат), з яким окрім чемпіонату (1984) та трьох поспіль національних кубків (1984—1986), він здобув з командою Кубок африканських чемпіонів 1985, перший для марокканських клубів.
Останнім місцем тренерської роботи був клуб «Олімпік» (Хурібга), головним тренером команди якого Жозе Фарія був з 1995 по 1997 рік і став віцечемпіоном Марокко 1996 року.

## Титули і досягнення
- Чемпіон Катару: 1979/80, 1980/81
- Володар Кубка Еміра Катару: 1982
- Переможець Середземноморських ігор: 1983
- Чемпіон Марокко: 1983/84
- Володар Кубка Марокко: 1984, 1985, 1986
- Володар Кубка африканських чемпіонів: 1985

## Особисте життя
Він прийняв іслам в 1985 році, коли працював тренером в Марокко, взявши ім'я Мехді.
Помер 8 жовтня 2013 року на 81-му році життя у місті Рабат.